# Chamaesphecia
Chamaesphecia là một chi bướm đêm thuộc họ Sesiidae.

## Các loài
- subgenus Chamaesphecia Spuler, 1910
  - Chamaesphecia adelpha  Le Cerf, 1938
  - Chamaesphecia amygdaloidis  Schleppnik, 1933
  - Chamaesphecia anthracias  Le Cerf, 1937
  - Chamaesphecia anthraciformis (Rambur, 1832)
  - Chamaesphecia astatiformis (Herrich-Schäffer, 1846)
  - Chamaesphecia bibioniformis (Esper, 1800)
  - Chamaesphecia crassicornis  Bartel, 1912
  - Chamaesphecia cyanopasta (Hampson, 1910)
  - Chamaesphecia darvazica  Gorbunov, 2001
  - Chamaesphecia emba  Gorbunov, 2001
  - Chamaesphecia empiformis (Esper, 1783)
  - Chamaesphecia euceraeformis (Ochsenheimer, 1816
  - Chamaesphecia guriensis (Emich von Emöke, 1872)
  - Chamaesphecia hungarica (Tomala, 1901)
  - Chamaesphecia iranica  Le Cerf, 1937
  - Chamaesphecia kautti  Špatenka, 1997
  - Chamaesphecia keili  Kallies & Špatenka, 2003
  - Chamaesphecia kistenjovi  Gorbunov, 1991a
  - Chamaesphecia leucocnemis  Le Cerf, 1938
  - Chamaesphecia leucopsiformis (Esper, 1800)
  - Chamaesphecia mezentzevi  Gorbunov, 1989
  - Chamaesphecia murzini  Gorbunov, 2001
  - Chamaesphecia mutilata (Staudinger, 1887)
  - Chamaesphecia nigrifrons (Le Cerf, 1911)
  - Chamaesphecia palustris  Kautz, 1927
  - Chamaesphecia schizoceriformis (Kolenati, 1846)
  - Chamaesphecia schroederi  Toševski, 1993b
  - Chamaesphecia sogdianica  Špatenka, 1987
  - Chamaesphecia taurica  Špatenka, 1997
  - Chamaesphecia tenthrediniformis ([Denis & Schiffermüller], 1775)
  - Chamaesphecia thomyris  Le Cerf, 1938
  - Chamaesphecia turbida  Le Cerf, 1937
  - Chamaesphecia uilica  Gorbunov, 2001
- subgenus Scopulosphecia Laštuvka, [1990]
  - Chamaesphecia aerifrons (Zeller, 1847b:415)
    - Chamaesphecia aerifrons aerifrons (Zeller, 1847)
    - Chamaesphecia aerifrons sardoa (Staudinger, 1856:281)

  - Chamaesphecia albida  Špatenka, 1999:365
  - Chamaesphecia albiventris (Lederer, 1853)
  - Chamaesphecia alysoniformis (Herrich-Schäffer, 1846)
  - Chamaesphecia anatolica  Schwingenschuss, 1938
  - Chamaesphecia annellata (Zeller, 1847)
  - Chamaesphecia aurifera (Romanoff, 1885)
  - Chamaesphecia azonos (Lederer, 1855)
  - Chamaesphecia blandita  Gorbunov & Špatenka, 2001
  - Chamaesphecia chalciformis (Esper, [1804])
  - Chamaesphecia christophi  Gorbunov & Špatenka, 2001
  - Chamaesphecia chrysoneura  Püngeler, 1912
    - Chamaesphecia chrysoneura chrysoneura Püngeler, 1912
    - Chamaesphecia chrysoneura melanophleps Zukowsky, 1935

  - Chamaesphecia diabarensis  Gorbunov, 1987b:14
  - Chamaesphecia doleriformis (Herrich-Schäffer, 1846)
    - Chamaesphecia doleriformis doleriformis (Herrich-Schäffer, 1846)
    - Chamaesphecia doleriformis colpiformis (Staudinger, 1856)

  - Chamaesphecia doryceraeformis (Lederer, 1853)
  - Chamaesphecia dumonti  Le Cerf, 1922
  - Chamaesphecia elampiformis (Herrich-Schäffer, 1851)
    - Chamaesphecia elampiformis elampiformis (Herrich-Schäffer, 1851)
    - Chamaesphecia elampiformis mandana (Le Cerf, 1938)

  - Chamaesphecia ferganae  Sheljuzhko, 1924
  - Chamaesphecia festai  Turati, 1925
  - Chamaesphecia fredi  Le Cerf, 1938
  - Chamaesphecia gorbunovi  Špatenka, 1992
  - Chamaesphecia guenter  Herrmann & Hofmann, 1997
  - Chamaesphecia haberhaueri (Staudinger, 1879)
  - Chamaesphecia inexpectata (Le Cerf, 1938)
  - Chamaesphecia infernalis  Sheljuzhko, 1935
  - Chamaesphecia jitkae  Špatenka, 1987
  - Chamaesphecia leucoparea (Lederer, 1872)
  - Chamaesphecia margiana  Püngeler, 1912
  - Chamaesphecia masariformis (Ochsenheimer, 1808)
    - Chamaesphecia masariformis masariformis (Ochsenheimer, 1808)
    - Chamaesphecia masariformis odyneriformis (Herrich-Schäffer, 1846)

  - Chamaesphecia maurusia  Püngeler, 1912
  - Chamaesphecia minoica Bartsch & Pühringer, 2005
  - Chamaesphecia minor (Staudinger, 1856)
  - Chamaesphecia mirza  Le Cerf, 1938
  - Chamaesphecia morosa  Le Cerf, 1937
  - Chamaesphecia mudjahida  Špatenka, 1997
  - Chamaesphecia mysiniformis (Boisduval, 1840)
  - Chamaesphecia obraztsovi Sheljuzhko, 1943
    - Chamaesphecia obraztsovi obraztsovi Sheljuzhko, 1943
    - Chamaesphecia obraztsovi obermajeri Špatenka, 1992

  - Chamaesphecia ophimontana  Gorbunov, 1991
  - Chamaesphecia osmiaeformis (Herrich-Schäffer, 1848
  - Chamaesphecia oxybeliformis (Herrich-Schäffer, 1846)
  - Chamaesphecia pechi (Staudinger, 1887)
  - Chamaesphecia proximata (Staudinger, 1891)
  - Chamaesphecia purpurea  Spatenka & Kallies, 2006
  - Chamaesphecia ramburi (Staudinger, 1866)
  - Chamaesphecia regula (Staudinger, 1891)
  - Chamaesphecia ruficoronata  Kallies, Petersen & Riefenstahl, 1998
  - Chamaesphecia schmidtiiformis (Freyer, 1836)
  - Chamaesphecia schwingenschussi (Le Cerf, 1937)
  - Chamaesphecia sefid Le Cerf, 1938
  - Chamaesphecia sertavulensis  Gorbunov & Špatenka, 2001
  - Chamaesphecia staudingeri (Failla-Tedaldi, 1890)
  - Chamaesphecia tahira  Kallies & Petersen, 1995
  - Chamaesphecia thracica  Laštuvka, 1983
  - Chamaesphecia weidenhofferi  Špatenka, 1997
  - Chamaesphecia xantho  Le Cerf, 1937
  - Chamaesphecia xanthosticta (Hampson, [1893])
  - Chamaesphecia xanthotrigona  Bartsch & Kallies, 2008
  - Chamaesphecia zarathustra  Gorbunov & Špatenka, 1992
  - Chamaesphecia zimmermannii (Lederer, 1872)
- incertae sedis
  - Chamaesphecia atramentaria  Zukowsky, 1950
  - Chamaesphecia aurata (Edwards, 1881)
  - Chamaesphecia borsanii  Köhler, 1953
  - Chamaesphecia breyeri  Köhler, 1941
  - Chamaesphecia penthetria  Zukowsky, 1936
  - Chamaesphecia pluto  Zukowsky, 1936
  - Chamaesphecia andrianony  Viette, 1982
  - Chamaesphecia clathrata  Le Cerf, 1917
  - Chamaesphecia lemur  Le Cerf, 1957
  - Chamaesphecia seyrigi  Le Cerf, 1957
  - Chamaesphecia tritonias  Hampson, 1919